# Деревня имени Ленина (Калужская область)
Деревня имени Ленина — деревня в Мосальском районе Калужской области. Входит в состав сельского поселения «Село Дашино».

## География
Деревня находится на юго-западе Калужской области на расстоянии приблизительно 12 км на юго-запад по прямой от районного центра города Мосальск.

## История
Основана была деревня в XX веке. Была отмечена на карте 1935—1941 годов еще как поселок.

## Население
Численность населения составляла: 3 человека (русские 100 %) в 2002 году, 4 в 2010.